# Harbin
Harbin (in cinese: 哈尔滨S, Hā'ěrbīnP, in manciù: ᡥᠠᡵᠪᡳᠨ, Harbin, in russo Харби́н?, Charbín) è una città della Cina di 10.635.971 abitanti, il capoluogo della provincia dello Heilongjiang, in Manciuria, nella Cina nordorientale. È la seconda città in cui il cinese mandarino è più simile alla versione standard (dopo Pechino).

## Storia
La presenza di ominidi nella regione della città è attestata dalla scoperta del fossile noto come cranio di Harbin, appartenuto ad un individuo della specie dell'homo di Denisova, vissuto oltre 146.000 anni fa.
Tracce delle prime presenze umane, può essere rintracciata dal 3457 a.C.. Sull'origine del nome "Harbin" sussiste un dibattito. Harbin si trovava nel territorio di Buyeo e del Bohai e, al tempo della dinastia Liao, il suo territorio apparteneva in parte al regno di Buyeo, in parte al regno di Balhae, alla famiglia Jie e la dinastia Liao aveva il controllo sulla parte orientale. Nel 1114 il capo dei Manciù, Wanyan Aguda, guidò le truppe che combattevano contro i Liao, dando inizio alle guerre di Ning Jiang Zhu e di Chu He Dian, e infliggendo una severa sconfitta a 100.000 soldati Liao.
Nel 1115 l'imperatore Cheng, dopo aver fondato il regno di Jin, ricevette il titolo di re, e fondò anche il villaggio di A Cheng, noto, nelle cronache di Jin come villaggio di A Cheng orientale. Con i Jin, la luminosa Harbin diventa la capitale del distretto di Ji. In primo luogo, nel suo periodo di splendore apparterrà al terzo fratello minore (Wojin) del clan di Gengis Khan, tutti del governo del dipartimento di Nu Er Gan. Dopo che venne fondata la dinastia Qing, quando Qian Long aveva 21 anni (nel 1756), viene istituito un governo a data definita.
Dopo la metà del periodo Qing, conformemente all'attuazione delle politiche "Jing Qi Yi Wen" e "Kai Jin Fang Huang", gente di etnia Han, migrò in gran quantità nel territorio di Harbin. Con l'imperatore Qing Guangxu allora ventiduenne, nel 1898, l'Impero russo costrinse il governo Qing a firmare il trattato "Li-Lobanov", o "trattato segreto Sino-russo", con cui la Russia ottenne i diritti per la costruzione della Ferrovia Orientale Cinese.
Nel 1898 si iniziò a chiamare la città "Harbin"; essa apparteneva al distretto del Bolin. La città fu fondata dai russi nel 1898, come stazione sul tragitto della Ferrovia Orientale Cinese che attraversa la Manciuria e giungeva fino a Vladivostok. Harbin venne usata come centro per la costruzione della ferrovia, finanziata dai russi; era infatti la città da cui si iniziò a costruire. Al tempo la Russia le cambiò il nome in "città del fiume Songhua", ma nel 1903 ritornò il nome di Harbin.
Dopo la fine dei Qing, nel 1913, il governo della Repubblica di Cina, organizzò il distretto del Bin Jiang e nel 1914 venne messa a punto la stessa strada del Bin Jiang. Harbin è spesso chiamata la "Mosca d'oriente"; all'inizio del ventesimo secolo, dopo che la Russia fu sconfitta nella guerra russo-giapponese (1904-1905), l'influenza russa s'indebolì: da quel momento 160.000 emigranti, provenienti da 33 nazioni tra cui Stati Uniti, Germania, Polonia, Giappone e Francia, emigrarono ad Harbin. Emigranti russi e delle altre nazioni europee giunsero fin dall'inizio in gran numero a Harbin. Nel 1913 Harbin era diventata, di fatto, una colonia russa grazie ai lavori di costruzione e manutenzione della Ferrovia Orientale Cinese; i dati di allora indicano una popolazione cittadina di 68.549 abitanti, dei quali la maggioranza assoluta russi (34.313, il 50,06%) e poco più di un terzo cinesi (23.537, 34,37%). Tuttavia, erano in totale ben 53 le differenti nazionalità dei cittadini di Harbin e oltre alla lingua russa e al cinese erano parlate ben 45 lingue diverse. In quel momento, appena l'11,5% di tutti i residenti in città erano effettivamente nati ad Harbin.
Nel dicembre del 1918, durante la guerra civile russa, alcune migliaia fra importanti ufficiali e soldati andarono in esilio ad Harbin. A questo punto, Harbin, divenne un centro in cui ancora maggiore fu la presenza di Ebrei e soldati bianchi dalla guerra civile russa, che andarono in esilio e si stabilirono lì. Divenne la città con più russi al di fuori della Russia. I russi di Harbin costruirono alcune decine di scuole russe, e pubblicarono anche riviste e giornali di letteratura russa. Nel 1921 Harbin era ormai diventata la città più popolosa della Manciuria settentrionale e aveva una popolazione di 300.000, di cui 100.000 russi. La comunità russa di Harbin raggiunse il suo picco nei primi anni '20, quando ammontava da circa 120.000 persone.
Nel Dongbei prendono forma un'economia internazionale, un centro finanziario, nonché centro di traffico. Dal canto loro, i cinesi di Harbin hanno costruito, nel contesto delle imprese, industrie per la fermentazione di alcolici, industrie alimentari e tessili. Anche per questo motivo, Harbin aveva stabilito il suo essere vista come centro importante della parte settentrionale del Dongbei cinese, e si era trasformata in una città dallo status internazionale. Una dopo l'altra, 16 nazioni istituirono dei consolati a Harbin, dove si insediarono moltissime banche e imprese industriali, commerciali e di ogni tipo.
Nei primi anni '20, secondo recenti studi cinesi, oltre 20.000 ebrei vivevano ad Harbin. Il Giappone invase la Manciuria subito dopo l'incidente di Mukden nel settembre 1931. Dopo la conquista giapponese di Qiqihar, Harbin venne accerchiata da ovest e da sud. I bombardamenti dell'aviazione giapponese convinsero l'esercito cinese a ritirarsi dalla città, abbandonando Harbin alla mercé dell'invasore. L'occupazione di Harbin venne completata dai giapponesi in poche ore. La maggioranza degli ebrei di Harbin (13.000 nel 1929) fuggirono dalla città in quanto i giapponesi erano legati al Partito Fascista Russo, il cui anti-bolscevismo e nazionalismo era accompagnato anche da un virulento antisemitismo.
L'esercito sovietico occupò la città il 20 agosto 1945 e Harbin non finì mai sotto il controllo del Kuomintang cinese, le cui truppe si fermarono a 60 km dalla città. L'amministrazione della città fu trasferita dall'esercito sovietico all'Esercito popolare di liberazione cinese nell'aprile 1946. Il 28 aprile 1946 venne stabilito il governo cinese di Harbin, rendendo la città di 700.000 abitanti la prima grande città cinese ad essere governata dai comunisti. Durante la breve occupazione sovietica (dall'agosto 1945 ad aprile 1946) migliaia di immigrati russi che erano stati identificati come membri del Partito Fascista Russo ed erano fuggiti dalla persecuzioni dei comunisti dopo la rivoluzione d'ottobre furono deportati a forza in Unione Sovietica.
Dopo il 1952 l'Unione Sovietica lanciò una seconda ondata di immigrazione forzata in Russia. Nel 1964 la popolazione russa di Harbin era ormai crollata ad appena 450 unità. Il resto della comunità europea (russi, tedeschi, polacchi, greci, ecc.) emigrarono durante gli anni 1950-54 in Australia, Brasile, Canada, Israele e USA, o furono rimpatriati nei loro Paesi di origine. Per il 1988 la comunità russa originale era ridotta ad appena 30 persone, tutti anziani. La moderna comunità russa di Harbin è costituita quasi esclusivamente da persone emigrate durante gli anni 1990 e 2000 e non ha collegamento con l'antica comunità russa della città.

## Geografia fisica

### Territorio
Harbin è una città della Cina nordorientale, si trova nel sud della provincia dello Heilongjiang, è situata nella margine della Pianura Songnen, sorge sulle rive del fiume Songhua, affluente dell'Amur. La città confina con la provincia del Jilin a sudovest e con altre aree dello Heilongjiang in altre direzioni. Il suolo di Harbin è piano, l'altitudine media è di circa 151 metri sul livello del mare. Il territorio totale si estende su una superficie di 53100 km²; di questi l'area urbana occupa 7086 km².

### Clima
L'inverno ad Harbin è molto rigido, con temperatura media a gennaio intorno ai -20 °C e minime anche inferiori ai -40 °C. L'estate è breve, mite (media di luglio 23 °C) e piovosa; gli abitanti di questa città ospitano grazie al clima invernale propizio il Festival internazionale cinese del ghiaccio e neve di Harbin.

## Geografia antropica

### Suddivisioni amministrative
La città subproviciale di Harbin è divisa in 18 suddivisioni con status di contea: 8 distretti (区 qu), 3 città con status di contea (市 shi) e 7 contee (县 xian):
|                          | Suddivisione             | Suddivisione | Suddivisione                         | Suddivisione                         | Suddivisione |
| ------------------------ | ------------------------ | ------------ | ------------------------------------ | ------------------------------------ | ------------ |
|                          |                          |              |                                      |                                      |              |
| Le aree urbane di Harbin | Le aree urbane di Harbin |              | Le aree suburbane e rurali di Harbin | Le aree suburbane e rurali di Harbin |              |
| ■ Distretto di Daoli     | 道里区(Dàolǐ Qū)         |              | ■ Distretto di Hulan                 | 呼兰区(Hūlán Qū)                     |              |
| ■ Distretto di Nangang   | 南岗区(Nángǎng Qū)       |              | ■ Distretto di Acheng                | 阿城区(Àchéng Qū)                    |              |
| ■ Distretto di Xiangfang | 香坊区(Xiāngfáng Qū)     |              | ■ Shangzhi                           | 尚志市(Shàngzhì Shì)                 |              |
| ■ Distretto di Daowai    | 道外区(Dàowài Qū)        |              | ■ Distretto di Shuangcheng           | 双城市(Shuāngchéng Shì)              |              |
| ■ Distretto di Pingfang  | 平房区(Píngfáng Qū)      |              | ■ Wuchang                            | 五常市(Wǔcháng Shì)                  |              |
| ■ Distretto di Songbei   | 松北区(Sōngběi Qū)       |              | ■ Contea di Fangzheng                | 方正县(Fāngzhèng Xiàn)               |              |
|                          |                          |              | ■ Contea di Bin                      | 宾县(Bīn Xiàn)                       |              |
|                          |                          |              | ■ Contea di Yilan                    | 依兰县(Yīlán Xiàn)                   |              |
|                          |                          |              | ■ Contea di Bayan                    | 巴彦县(Bāyán Xiàn)                   |              |
|                          |                          |              | ■ Contea di Tonghe                   | 通河县(Tōnghé Xiàn)                  |              |
|                          |                          |              | ■ Contea di Mulan                    | 木兰县(Mùlán Xiàn)                   |              |
|                          |                          |              | ■ Contea di Yanshou                  | 延寿县(Yánshòu Xiàn)                 |              |

## Società

### Evoluzione demografica
| Anno | Popolazione |
| ---- | ----------- |
| 1913 | 68.549      |
| 1934 | 500.526     |
| 1944 | 711.818     |
| 1953 | 1.162.962   |
| 1964 | 1.962.000   |
| 1982 | 2.542.832   |
| 1990 | 4.219.516   |
| 2000 | 9.413.359   |
| 2010 | 10.635.971  |

La città conta una popolazione di circa 5.870.000 abitanti (2010), mentre all'area metropolitana viene attribuita una popolazione di oltre 10.635.000 di abitanti (2010).

### Etnie e minoranze straniere
Nel 1913 un censimento della Ferrovia Orientale Cinese mostrò come Harbin fosse diventata una città cosmopolita, con una popolazione cittadina di 68.549 abitanti di ben 53 le differenti nazionalità e 45 lingue madri diverse. Ormai, invece, la stragrande maggioranza dei residenti di Harbin appartengono all'etnia dei cinesi Han (93,45%), con minoranze Manciù, Hui e mongole. Nel 2000, i residenti appartenevano a minoranze etniche erano 616.749, la maggioranza dei quali (433.340) Manciù, che costituivano il 70,26% delle minoranze. Il secondo e terzo gruppo etnico era costituito rispettivamente da coreani (119.883) e Hui (39.995).
| Gruppo etnico | 1913                    | 1913                    | 2000        | 2000        |
| Gruppo etnico | Popolazione             | Percentuale             | Popolazione | Percentuale |
| ------------- | ----------------------- | ----------------------- | ----------- | ----------- |
| Cinesi Han    | 23.537                  | 34,37%                  | 8.796.610   | 93,45%      |
| Manciù        | compresi nei cinesi Han | compresi nei cinesi Han | 433.340     | 4,6%        |
| Coreani       |                         |                         | 119.883     | 1,27%       |
| Hui           | compresi nei cinesi Han | compresi nei cinesi Han | 39.995      | 0,43%       |
| Mongoli       |                         |                         | 13.163      | 0,14%       |
| Xibe          | compresi nei cinesi Han | compresi nei cinesi Han | 4.741       | 0,05%       |
| Russi         | 34.313                  | 50,06%                  | 938         | 0,01%       |
| Ebrei         | 5.032                   | 7,34%                   |             |             |
| Polacchi      | 2.556                   | 3,73%                   |             |             |
| Giapponesi    | 696                     | 1,01%                   |             |             |
| Tedeschi      | 564                     | 0,82%                   |             |             |
| Tatari        | 234                     | 0,34%                   |             |             |
| Lettoni       | 218                     | 0,32%                   |             |             |
| Georgiani     | 183                     | 0,27%                   |             |             |
| Estoni        | 172                     | 0,25%                   |             |             |
| Lituani       | 142                     | 0,21%                   |             |             |
| Armeni        | 124                     | 0,18%                   |             |             |
| Altri         | 778                     | 1,13%                   | 4.689       | 0,05%       |
| Totale        | 68.549                  | 100,0%                  | 9.413.359   | 100,0%      |

## Sport
Harbin è la culla dello sport invernale cinese, ha ospitato tante volte gare sia domestiche sia internazionali. I III Giochi asiatici invernali si sono svolti ad Harbin nel 1996, si è trattato della prima manifestazione invernale internazionale a svolgersi in territorio cinese. Nel 2009 si è svolta ad Harbin la XXIV edizione delle universiadi invernali. Fino al 2011, la città di Harbin ha ospitato 5 volte i Giochi Nazionali Invernali della Cina.
Il Campionato asiatico maschile di pallacanestro 2003 si tenne ad Harbin e il Campionato mondiale di hockey su ghiaccio femminile 2008 si svolse ad Harbin.
Ci sono tanti giocatori di origine harbinese famosi nel campo sportivo cinese. Kong Linghui è uno dei più grandi tennistavolisti che ha vinto due medaglie d'oro olimpiche ad Atlanta e Sydney. A Vancouver, il partner harbinese di pattinaggio di figura Shen Xue/Zhao Hongbo ha finito il monopolio della medaglia d'oro da russi nel pattinaggio di figura a coppie.

## Infrastrutture e trasporti

### Ferrovie
Le principali stazioni ferroviarie di Harbin sono: "Harbin Railway Station" e "Harbin West Railway Station".
Harbin è un importante snodo ferroviario della Cina nordorientale: vi sono collegamenti ferroviari con le principali città cinesi tra le quali Pechino, Shanghai, Canton, Xi'an e con destinazioni internazionali in Russia (Mosca, Chabarovsk e Vladivostok).
La ferrovia Harbin-Dalian ad alta velocità è stata inaugurata il 1º dicembre 2012 e collega la capitale di ghiaccio alla città marinara di Dalian in tre ore.

### Aeroporti
Le tratte aeree congiungono l'aeroporto internazionale di Harbin con il Giappone (Niigata, Tokyo, Osaka), la Corea del Sud (Incheon), la Corea del Nord (Pyongyang), la Russia (Chabarovsk, Vladivostok, Blagoveščensk, Ekaterinburg, Krasnojarsk, Novosibirsk, Čeljabinsk, Magadan, Južno-Sachalinsk, Irkutsk) e Taiwan (Taipei). È possibile raggiungere Harbin con l'aereo da qualsiasi grande città della Cina.

## Monumenti e luoghi d'interesse
- Cattedrale di Santa Sofia (Harbin): è una chiesa ortodossa russa dello stile bizantino costruita nel centro della città in 1907.
- Chiesa dell'Intercessione della Madre di Dio: chiesa ortodossa russa.
- Corso Centrale: è la più importante zona commerciale di Harbin, è anche la più lunga strada pedonale in Asia.
- Siberian Tiger Park: è il più grande parco naturale per proteggere le tigri siberiane al mondo.
- Torre del Drago: serve come la torre televisiva, è il simbolo della provincia dello Heilongjiang.
- Isola di Sole
- Qunli National Urban Wetland (o Qunli Stormwater Park)[15]: è nato come area verde in una vasta zona di espansione urbana a margine della città di Harbin iniziata nel 2006. Lo sviluppo urbano di questa vasta area implicava un notevole incremento di superfici impermeabili in una zona storicamente soggetta a inondazioni e alluvioni. La progettazione del parco è affidata al gruppo Turenscape che ha previsto di trasformare una wetland morente in un parco urbano per la raccolta e lo smaltimento ecologico delle acque meteoriche, un luogo in grado di provvedere a molteplici servizi ecosistemici essenziali per la nuova comunità. Nel parco sono convogliate le acque di pioggia della nuova espansione; una serie di colline e stagni artificiali, ricavati attraverso la tecnica del cut-and-fill, circondano e proteggono il cuore della wetland naturale. La trasformazione di quella che era una wetland morente ha reso le acque piovane un positivo fattore estetico e ambientale per la città.